# NGC 69
NGC 69 é uma galáxia elíptica (E/SB0) localizada na direcção da constelação de Andrômeda. Possui uma declinação de +30° 02' 26" e uma ascensão recta de 0 horas, 18 minutos e 20,4 segundos.
A galáxia NGC 69 foi descoberta em 7 de Outubro de 1855 por William Parsons.